# Gonatodes petersi
Gonatodes petersi este o specie de șopârle din genul Gonatodes, familia Gekkonidae, descrisă de Donoso-barros 1967. Conform Catalogue of Life specia Gonatodes petersi nu are subspecii cunoscute.